# Rolf Gröschner
Rolf Gröschner (* 4. Dezember 1947 in Nürnberg) ist ein deutscher Jurist und Universitätsprofessor im Ruhestand; er war Schlagzeuger der Band Improved Sound Limited.

## Werdegang
Nach dem Abitur 1967 in Nürnberg studierte Gröschner Betriebswirtschaftslehre an den Universitäten Erlangen-Nürnberg und München. Das Studium schloss er mit dem Diplom-Kaufmann ab. Anschließend studierte Gröschner Rechtswissenschaft, ebenfalls in Erlangen-Nürnberg und München und beendete das Studium mit der Ersten juristischen Staatsprüfung. Darauf folgte 1981 die Promotion mit der Schrift „Dialogik und Jurisprudenz: Die Philosophie des Dialogs als Philosophie der Rechtspraxis“, 1985 die Zweite juristische Staatsprüfung. 1990 habilitierte sich Gröschner mit der Arbeit „Das Überwachungsrechtsverhältnis: Wirtschaftsüberwachung in gewerbepolizeirechtlicher Tradition und wirtschaftsverwaltungsrechtlichem Wandel“. Nach Lehrstuhlvertretungen in Würzburg und Münster erhielt er 1991 einen Ruf nach Mainz. 1993 wurde er an die Friedrich-Schiller-Universität Jena berufen, wo er bis Ende des Wintersemesters 2012/2013 Ordinarius des Lehrstuhls für Öffentliches Recht und Rechtsphilosophie war. 1998 bis 2000 war er Dekan seiner Fakultät, 2009 und 2010 Fellow am Max-Weber-Kolleg für kultur- und sozialwissenschaftliche Studien in Erfurt. Von 2004 bis 2013 war er Vorsitzender des Hellmuth-Loening-Zentrums für Staatswissenschaften Jena e. V., von 2010 bis 2018 Vorstandsmitglied der Deutschen Sektion der Internationalen Vereinigung für Rechts- und Sozialphilosophie (IVR) und von 2013 bis 2018 Beiratsmitglied des Roman Herzog Instituts (RHI).
Gröschner war Schlagzeuger der Band Improved Sound Limited, welche insbesondere von Mitte der 1960er bis Mitte der 1970er erfolgreich war. Sie begleitete für eine Zeit auch Roy Black und schrieb die Musik für „Ezra Pound“, „Der 6. Tag“, „Spielschule“, „Der Kommissar“, „Krempoli“, „Das Brot des Bäckers“ und „Im Lauf der Zeit“ (von Wim Wenders).
Gröschner ist verheiratet und hat zwei Töchter.

## Wirken

### Forschungsschwerpunkte
Drei Schwerpunkte seines wissenschaftlichen Lebenswerks wurden in einer Festschrift zum 70. Geburtstag gewürdigt: „Republik – Rechtsverhältnis – Rechtskultur“. Philosophische, dogmatische und methodologische Grundlagenarbeiten Gröschners zur Rechtskultur sind im Band „Dialogik des Rechts“ versammelt. Seine Webseite „Freiheitsdialog“ bietet „Philosophische Gespräche über wahre und falsche Freunde der Freiheit“ mit Videos, Audios und Texten.

### Tag des Erinnerns
2010 forderte Gröschner, den 9. November als „Tag des Erinnerns“ in die Feiertagsgesetze der Länder aufzunehmen, da dieser aufgrund seiner Geschichte wie kein anderer Tag geeignet sei, sowohl an die nationalsozialistische Vergangenheit, aber vor allem auch an die Revolutionen von 1918 und 1989 zu erinnern, die wesentlich für die politische, republikanisch-freistaatliche Entwicklung Deutschlands waren. Diese Forderung begründete er u. a. in dem mit Wolfgang Reinhard zusammen herausgegebenen Band „Tage der Revolution – Feste der Nation“ und warb für sie im Thüringer Landtag.

### Rechtschreibreform
Gröschner wurde der Öffentlichkeit erstmals durch seine ablehnende Position bei der Rechtschreibreform bekannt. Schon lange versuchten Gegner der Rechtschreibreform, diese u. a. auf dem Rechtswege zu verhindern. Gröschner spielte dabei seit 1995 eine führende Rolle. Sein Widerstand gegen die Rechtschreibreform führte jahrzehntelang zu Schlagzeilen und Berichten in in- und ausländischen Medien.

#### Verfassungswidrigkeit der Rechtschreibreform
Bei Gröschner an der Universität Jena arbeitete Wolfgang Kopke an einer Doktorarbeit, die bereits im Dezember 1995 unter dem Titel „Rechtschreibreform und Verfassungsrecht - Schulrechtliche, persönlichkeitsrechtliche und kulturverfassungsrechtliche Aspekte einer Reform der deutschen Orthographie“ erschien. Diese Arbeit wurde dann im Dezember 1996 von einer Reihe namhafter Rechtsprofessoren als eines der „Juristischen Bücher des Jahres“ ausgezeichnet.
In seinem Aufsatz „Rechtschreibreform auf dem Erlaßwege?“ vom 15. September 1995, einer Kurzfassung der wichtigsten Gedanken seiner Dissertation, stellte sich Wolfgang Kopke auf den Standpunkt, dass es ein Grundrechtsverstoß sei, wenn man die Rechtschreibreform über die Köpfe der Bevölkerung und der Volksvertreter hinweg durchsetzen wolle.

#### Verfassungsbeschwerde Mai 1996
Gröschner erhob im Mai 1996 beim Bundesverfassungsgericht in Karlsruhe Verfassungsbeschwerde gegen die geplante Rechtschreibreform. Sie wurde von den Richtern mit dem Argument nicht zugelassen, dass die Rechtschreibreform an den bayerischen Schulen noch nicht eingeführt sei.

#### Klage Friedrich Denks beim Verwaltungsgericht München
Nachdem sie in Bayern eingeführt war, klagte der Gymnasiallehrer Friedrich Denk beim Verwaltungsgericht München gegen die Rechtschreibreform. Die Klageschrift hatte Gröschner verfasst. Die beiden Reformgegner argumentierten, dass die Volksvertretung als Gesetzgeber übergangen worden sei und es daher für die Einführung der Rechtschreibreform keine gesetzliche Grundlage gebe. Denk sei als Vater einer schulpflichtigen Tochter und als Lehrer doppelt betroffen.

#### Gernot Holstein gegen die Rechtschreibreform
In Berlin beriet Gröschner den Kläger Gernot Holstein und war auch erfolgreich. Der greifbare Erfolg einer Sprungrevision zum Bundesverwaltungsgericht in Berlin wurde aber durch eine Verfassungsbeschwerde vor dem Bundesverfassungsgericht verhindert.
Gröschner war 1998 als Prozessbevollmächtigter am Verfahren des Juristenehepaares Thomas Elsner und Rechtsanwältin Gunda Diercks-Elsner aus Lübeck mit Rechtsanwalt Thomas Schüller vor dem Bundesverfassungsgericht gegen die Reform beteiligt.
Die Entscheidung des Bundesverfassungsgerichts wurde am 14. Juli 1998 verkündet. Die Verfassungsrichter erlaubten die Einführung der Rechtschreibreform an Schulen durch Kultusministererlasse. Die Grundrechte von Eltern und Schülern würden nicht verletzt.

## Habilitierte Schüler
- Claus Dierksmeier (Philosoph), wissenschaftlicher Assistent 1998–2002, Habilitationsschrift: Der absolute Grund des Rechts. Karl Christian Friedrich Krause in Auseinandersetzung mit Fichte und Schelling, 2002[23]
- Michael Henkel, 1993–2002 wissenschaftlicher Assistent, Habilitationsschrift: Hermann Hellers Theorie der Politik und des Staates. Die Geburt der Politikwissenschaft aus dem Geiste der Soziologie, Tübingen 2011[23]
- Katharina Gräfin von Schlieffen (vorm. Sobota, Staatsrechtslehrerin), 1993–1995 wissenschaftliche Assistentin, Habilitationsschrift: Das Prinzip Rechtsstaat, Tübingen 1997[23]

## Publikationen (Auswahl)
Eine vollständige Publikationsliste findet man auf der Website des Lehrstuhls.

### Als Autor
- Dialogik und Jurisprudenz. Die Philosophie des Dialogs als Philosophie der Rechtspraxis. Mohr Siebeck, Tübingen 1982, ISBN 3-16-644518-8 (Dissertation, Universität Nürnberg-Erlangen, 1981).
- Das Überwachungsrechtsverhältnis. Wirtschaftsüberwachung in gewerbepolizeirechtlicher Tradition und wirtschaftsverwaltungsrechtlichem Wandel (= Jus publicum. Bd. 4). Mohr Siebeck, Tübingen 1992, ISBN 3-16-145980-6 (Habilitationsschrift, Universität Nürnberg-Erlangen, 1990).
- Menschenwürde und Sepulkralkultur in der grundgesetzlichen Ordnung. Die kulturstaatlichen Grenzen der Privatisierung im Bestattungsrecht. Boorberg, Stuttgart 1995, ISBN 3-415-02026-6.
- Mit C. Dierksmeier, M. Henkel und A. Wiehart: Rechts- und Staatsphilosophie. Ein dogmenphilosophischer Dialog. Springer, Berlin 2000, ISBN 3-540-64628-0.
- Reichweite richterlicher Inamovibilität im Verfassungsstaat des Grundgesetzes. Berliner Wissenschaftsverlag, Berlin 2005, ISBN 3-8305-1008-X.
- Die Lage als weinrechtliches Qualitätskennzeichen. Berliner Wissenschaftsverlag, Berlin 2010, ISBN 978-3-8305-1828-0.[24]
- Dialogik des Rechts. Philosophische, dogmatische und methodologische Grundlagenarbeiten. Mohr Siebeck, Tübingen 2013, ISBN 978-3-16-152707-4.[25]
- Subsumtion – Technik oder Theorie? Nomos, Baden-Baden 2014, ISBN 978-3-8487-1260-1.[26]
- Weil Wir frei sein wollen. Geschichten vom Geist republikanischer Freiheit Mohr Siebeck, Tübingen 2016, ISBN 978-3-16-154470-5.
- Mit Wolfgang Mölkner: Lust, Gutes zu tun. Gespräch über Glück und gelingendes Leben. DenkMal Verlag, Bonn 2020, ISBN 978-3-935404-37-2.
- Mit Wolfgang Mölkner: Rätsel des Rechts. Jurisprudenz für juristische Laien und philosophierende Juristen. Nomos, Baden-Baden 2020, ISBN 978-3-8487-7779-2.
- Mit Wolfgang Mölkner: Kants Doppelleben. Audienzen bei einem philosophisch Unsterblichen Karl Alber, Freiburg im Breisgau 2021, ISBN 978-3-495-49201-7.
- Mit Wolfgang Mölkner: Funkenflug. Zündende Gedanken europäischen Geistes Denkmal-Verlag, Alfter 2021, ISBN 978-3-935404-34-1.
- Mit Wolfgang Mölkner: Zweck, Ziel, Zufall. Dialog über die Entwicklung evolutiven Denkens Nomos, Baden-Baden 2022, ISBN 978-3-495-99898-4.
- Mit Wolfgang Mölkner: Teufelskreis und Gotteszirkel. Fausts Scheitern als philosophische Herausforderung, Baden-Baden 2023, ISBN 978-3-495-99892-2.
- Mit Wolfgang Mölkner: Freiheitsdialog. Philosophische Gespräche über wahre und falsche Freunde der Freiheit, Basel/Nürnberg 2023, ISBN 978-3-98795-005-6.
- Mit Wolfgang Mölkner: „Ich weiß, dass ich nichts weiß“. Fatale Fehldeutungen philosophischer Klassiker, Baden-Baden 2023, ISBN 978-3-495-99546-4.

### Als Herausgeber
- Mit Oliver W. Lembcke:  Reihe Politika. Mohr-Siebeck, Tübingen 2008 ff.
- Mit Oliver W. Lembcke: Ordnung(en) in internationalen und europäischen Beziehungen: Schillerhausgespräche in Zeiten der Globalisierung. Berliner Wissenschafts-Verlag, Berlin 2009, ISBN 978-3-8305-1629-3.
- Mit Antje Kapust und Oliver W. Lembcke: Wörterbuch der Würde. Fink, Paderborn 2013, ISBN 978-3-8252-8517-3.[27]
- Mit Matthias Jestaedt und Anna-Bettina Kaiser: Reihe Fundamenta Juris Publici (FJP). Mohr-Siebeck, Tübingen 2012 ff.